# Односи Србије и Украјине
Односи Србије и Украјине су инострани односи Републике Србије и Украјине.

## Билатерални односи
Србија и Украјина су успоставили званичне дипломатске односе 1994. године.
Обе државе су чланице организација: Уједињене нације, Савет Европе, Организација за европску безбедност и сарадњу, Организације за црноморску економску сарадњу, Дунавска комисија.
Јануара 2001. председник Леонид Кучма је посетио Београд. Председник Савезне владе СРЈ Драгиша Пешић је посетио Украјину септембра 2001. Председник СЦГ Светозар Маровић је посетио Украјину новембра 2003.
Украјина није признала самопроглашену независност Косова и Метохије 2008. године.
Председник Виктор Јушченко је посетио Србију јуна 2009. приликом Самита држава централне Европе у Новом Саду. Председник Владе Микола Азаров је посетио Србију 4. новембра 2011. приликом конференције Централноевропске иницијативе у Београду. Борис Тадић је посетио Украјину новембра 2011.
Украјина није присуствовала приликом гласања о пријему Косова у УНЕСКО 2015.
Србија поштује територијални интегритет и суверенитет Украјине. Августа 2023. године, Србија је поклонила Украјини хуманитарне помоћ послату са 14 камиона.
Министар иностраних послова Украјине Димитро Кулеба и прва дама Украјине Олена Зеленска посетили су Србију средином маја 2024.
Србија је 2024. Украјини донирала 5000 лаптопова и таблета. Прва дама Украјине Олена Зеленска је захвалила Србији на поклону.

## Економски односи
- У 2020. робна размена је износила 291.50 мил. УСД (извоз Србије 124,80 милиона долара, а увоз 166,70 милиона).
- У 2019. размена роба је вредела укупно 507 милиона долара (извоз Србије 147 милиона долара, а увоз 360 милиона).
- У 2018. вредност робне размене износила је 517 мил. УСД (српски извоз 128 милиона долара, а увоз 389 милиона).[6][7]

## Дипломатски представници

#### У Београду
- Олександр Александрович, амбасадор 2015.[8]
- Микола Џигун, отправник послова[9]
- Олександр Кириченко, отпр. послова[10]
- Виктор Недопас, амбасадор, 2009. - 2013.
- Анатолиј Олијник, амбасадор, 2005. - 2009.
- Руслан Демченко, амбасадор, 2003. - 2005.
- Анатолиј Шостак, амбасадор, 2001. - 2003.
- Володимир Фуркало, амбасадор, 1998. - 2001.
- Вадим Примаченко, генерални конзул, 1993. - 1995. отпр. послова, 1995. - 1996. и амбасадор, 1996. - 1998.

#### У Кијеву
Стална мисија Републике Србије у Кијеву (Украјина) покрива Грузију на нерезиденцијалној основи.
- Аца Јовановић, амбасадор, 2020. -
- Раде Булатовић, амбасадор, 2013. - 2019.
- Душан Лазић, 2009. - 2013.
- /  Горан Алексић,амбасадор, 2004. - 2009.
- /  Раде Филиповић, амбасадор, 2000. - 2004.
- Гојко Дапчевић, амбасадор, 1996. - 2000.